# Шотландский балет
Шотландский балет — национальная балетная труппа Шотландии и одна из пяти ведущих балетных трупп Великобритании, наряду с Королевским балетом, Английским национальным балетом, Бирмингемским королевским балетом и Северным балетом. Основанная в 1969 году, труппа базируется в Глазго, резидент балетной труппы Королевского театра Глазго, а с 2009 года-в специально построенном балетном центре Tramway Arts Centre, Глазго.

## История
Основателями труппы являются хореограф Питер Даррелл (1929—1987) и Элизабет Уэст, которая преподавала в то время в Old Vic School (Олд-Вик) в Бристоле. Труппа была основана в качестве Западного театрального балета в Бристоле в 1957 году. Труппа переехала в Глазго в 1969 году и была переименована в Шотландский театральный балет, а в 1974 году в Шотландский балет. Затем Шотландская опера купила его и превратила в первый национальный оперный театр в Шотландии. Труппа работает в Шотландии, Великобритании и за рубежом. В основе работы стоит сильная классическая техника. Обширный репертуар включает в себя новые версии классики, оригинальные произведения из современного балетного канона 20-го века и авторские пьесы нынешних хореографов. Как национальная труппа, шотландский балет выступает в театрах Абердина, Эдинбурга, Глазго и Инвернесса, а также на небольших площадках по всей Шотландии. Многолетняя история гастролей труппы по всему миру включает в себя поездки в Китай, Гонконг, Малайзию, Португалию, Ирландию и остальную часть Великобритании.
Среди недавних наград Шотландского балета — премия TMA 2004 (UK Theatre Awards) за выдающиеся достижения в танце в знак признания его программы модернизации и динамичных выступлений. С 2012 года художественным руководителем Шотландского балета является Кристофер Хэмпсон.
Шотландский балет — национальная танцевальная труппа Шотландии. Его основной целью является предоставление танцевальных программ мирового уровня и образовательной деятельности во всех масштабах. Шотландский балет представляет широкий спектр танцев для зрителей по всей Шотландии, Великобритании и за рубежом — в нем работают 36 профессиональных танцоров, внештатный оркестр с частичной занятостью до 70 музыкантов. внештатный оркестр с частичной занятостью до 70 музыкантов. Большую часть времени Шотландский балет исторически проводит в поездках по стране, но в ближайшие годы запланированы большие гастроли в Китай, США и Италию. Недавно труппа вернулась из важных гастролей в Гонконге.
Шотландский балет был первой танцевальной труппой в Европе, предложившей живое аудио-описание для слабовидящих, и поддерживает программу регулярных аудио-описанных выступлений по всей Шотландии.

## Репертуар
Шотландский балет представляет широкий репертуар, начиная от новых версий классики («Щелкунчик», «Золушка»), современного балетного репертуара 20-го века (работы Джорджа Баланчина, Фредерика Эштона) и работы ныне живущих хореографов (Уильям Форсайт, Ханс ван Манен, Сиобхан Дэвис, Дэвид Доусон, Хелен Пикетт, Аннабель Лопес Очоа).
Текущий репертуар:
- «Опасные связи» (1985) Ричард Алстон
- «Аполлон» (1928) Джорджа Баланчина
- «Эпизоды» (1959) Джорджа Баланчина
- «Четыре темперамента» (1946) Джорджа Баланчина
- «Рубины» (1967) Джорджа Баланчина
- «Five Rückert Songs» (1978) Питера Даррела
- «White Man Sleeps» (1988) Шивон Дэвис
- «Артефакт-сюита» Уильяма Форсайта
- «Сумерки» (1972) Ханс ван Манен
- «Two pieces for Het» (1997) Ханса ван Манена
- «Acrid Avid Jam» (2001) Эшли Пейдж
- «Обман, Ложь, Воровство» (1998) Эшли Пейдж
- «Золушка» (2005) Эшли Пейдж"
- «Nightswimming Into Day» (2004) Эшли Пейдж
- «Щелкунчик» (2003) Эшли Пейдж
- «Soft Underbelly» (1999) Эшли Пейдж
- «Прогулка в жару» (1990) Эшли Пейдж
- 32 Криптограммы (1996) Эшли Пейдж
- MiddleSexGorge (1990) Стивена Петронио
- «Агон» (1957) Джорджа Баланчина
- «Послеполуденный отдых фавна», хореография Джерома Роббинса
- «Свете и тени» (2000) Кшиштоф Пастор
- «Комната Поваров» (1997) Эшли Пейдж[5]
- «Фасад» (1931/1935) Фредерик Эштон
- «Сирокко» (2006) Диана Лоосмор
- «Отелло» (1971) Питер Даррелл
- «Спящая красавица» (2007) Эшли Пейдж
- «Верхом на звере» (2007), хореография Стивена Петронио[6]
- «Страшные симметрии» (1994) Эшли Пейдж
- «В погоне за призраками» (2007), Диана Лоосмор
- «Ромео и Джульетта» (2008) Кшиштоф Пастор
- Траум (2008) Грегори Дин
- Пенни с небес (2008) Эшли Пейдж
- Кармен (2009) Ричард Алстон
- Петрушка (Petrushka) (2009) Ян Спинк
- Scènes de Ballet /«Балетные сцены» (1947) Фредерика Аштона
- «Откуда» (2008) Пол Либурд
- «Алиса» (2011) Эшли Пейдж
- «Песнь Земли» (1965) Кеннет Макмиллан
- «Новая работа» (2011) Йорма Эло
- «Движение смещения» (англ. Motion of Displacement) (2015) Брайан Ариас

## Штаб-квартира
В июне 2009 года шотландский балет переехал в новое, специально построенное помещение в Саутсайде Глазго, рядом с театром Трамвэй, который был спроектирован архитекторами Малькольма Фрейзера.